# Cradock Channel
Cradock Channel – środkowy z trzech kanałów łączących zatokę Hauraki z Oceanem Spokojnym. Leży na północny wschód od Auckland w Nowej Zelandii, pomiędzy wyspami Great Barrier Island od wschodu i Little Barrier od zachodu.
Dwa pozostałe kanały to Jellicoe Channel i Colville Channel.